# ستيفانو بونو
ستيفانو بونو (بالإيطالية: Stefano Bono)‏ هو لاعب كرة قدم إيطالي، ولد في 18 يونيو 1979 في كيارا (لومباردي) في إيطاليا. شارك مع منتخب إيطاليا تحت 17 سنة لكرة القدم. أما مع النوادي، فقد لعب مع نادي أسكولي ونادي أنكونا ونادي بريشيا ونادي بيزا ونادي ريجيانا 1919 ونادي فينيزيا ونادي لوكيزي ونادي ليكو.

## وصلات خارجية
- ستيفانو بونو على موقع قاعدة بيانات كرة القدم.إي يو (الإنجليزية)